# 多爾頓 (紐約州)
多爾頓（英語：Dalton）是位於美國紐約州利文斯頓縣的普查規定居民點。

## 人口
根據2020年美國人口普查的數據，多爾頓的面積為1.96平方千米，皆為陸地。當地共有人口351人，而人口密度為每平方千米179.08人。